# Egy pörgős nyár
Az Egy pörgős nyár (eredeti cím: Surviving Summer) 2022-től vetített ausztrál drámasorozat, amelyet Joanna Werner és Josh Mapleston alkotott. A főbb szerepekben Sky Katz, Kai Lewins, Lilliana Bowrey, Joao Gabriel Marinho és Savannah La Rain látható.
Amerikában és Magyarországon 2022. június 3-án mutatta be a Netflix. Az M2 is bemutatta 2024. augusztus 31-én új szinkronnal.
2022 novemberében berendelték a második évadot.

## Cselekmény
A lázadó tinédzsert, Summer Torrest kicsapják a brooklyni gimnáziumból, és édesanyja régi barátjának családjához küldik Ausztráliába, ahol egy versenyszörfös klikkbe kerül.

## Szereplők

### Főszereplők
| Szereplők     | Színész              | Magyar hang    | Magyar hang       | Leírás |
| Szereplők     | Színész              | Netflix        | M2                | Leírás |
| ------------- | -------------------- | -------------- | ----------------- | --- |
| Summer Torres | Sky Katz             | Nagy Katica    | Molnár Ilona      | Lázadó tinédzser Brooklynból, akit a család barátaihoz küldenek Shorehaven kisvárosába a Great Ocean Roadon, Victoriában. |
| Ari Gibson    | Kai Lewins           | Kenéz Ágoston  | Szabó Andor       | Szörfös, Summer barátja.                                                                                                  |
| Poppy Tetanui | Lilliana Bowrey      | Ruszkai Szonja | Hermann Lilla     | Szörfös, Summer barátja.                                                                                                  |
| Marlon Sousa  | Joao Gabriel Marinho | Bogdán Gergő   | Kádár-Szabó Bence | Brazíliai kivándorló Shorehavenbe.                                                                                        |
| Bodhi Mercer  | Savannah La Rain     | Staub Viktória | Lamboni Anna      | Szörfös, Summer barátja.                                                                                                  |
| Wren Radic    | Annabel Wolfe        | Laudon Andrea  |                   | Ari barátnője |
| Baxter Radic  | Josh Macqueen        | Geri Tamás     |                   | Summer barátja. |

### Mellékszereplők
| Szereplők          | Színész            | Magyar hang        | Magyar hang  | Leírás                        |
| Szereplők          | Színész            | Netflix            | M2           | Leírás                        |
| ------------------ | ------------------ | ------------------ | ------------ | ----------------------------- |
| Manu Tetanui       | Chris Alessio      | Papp Dániel        | Penke Bence  | Poppy bátyja és szörf edzője. |
| Thommo Gibson      | Dustin Clare       | Bozsó Péter        | Tokaji Csaba | Ari szülei                    |
| Abbie Gibson       | Adrienne Pickering | Orosz Anna         | Zakariás Éva | Ari szülei                    |
| Lily Tran          | Pacha Luque-Light  |                    |              | Rivális szörfösök.            |
| Griff Temple       | Mitchell Hardaker  | Baráth István      |              | Rivális szörfösök.            |
| Sheridan Morehouse | Charli Wookey      | Gáspár Kata        |              | Rivális szörfösök.            |
| Margot Torres      | Kate Beahan        | Kisfalvi Krisztina |              | Summer anyja.                 |
| Elo Radic          | Olympia Valance    | Bogdányi Titanilla |              | Új edző. Wren nővére.         |

### Magyar változat
Netflix
- Magyar szöveg: Frenkel Gergely (1. évad), Pozsgai Rita (2. évad)
- Hangmérnök: Erdélyi Imre
- Vágó: László László (1. évad), Baltazár Boldizsár (2. évad)
- Gyártásvezető: Újréti Zsuzsa (1. évad), Derzsi Kovács Éva (2. évad)
- Szinkronrendező: Egyed Mónika
- Produkciós vezető: Haramia Judit

A szinkront az Iyuno Hungary készítette.
M2
- Főcím: Zahorán Adrienne
- Szerkesztő: Győri-Vince Szabina
- Magyar szöveg: Balázs Tünde
- Hangmérnök és vágó: Fábián Tibor
- Gyártásvezető: Miklós Kíra
- Szinkronrendező: Martin Adél

A szinkront a Pannónia Szinkron készítette.

## Évados áttekintés
| Évad | Évad | Epizódok | Amerikai sugárzás    | Amerikai sugárzás    | Amerikai adó         | Magyar sugárzás      | Magyar sugárzás | Magyar adó | Magyar sugárzás     | Magyar sugárzás      | Magyar adó |
| Évad | Évad | Epizódok | Évadpremier          | Évadfinálé           | Amerikai adó         | Évadpremier          | Évadfinálé      | Magyar adó | Évadpremier         | Évadfinálé           | Magyar adó |
| ---- | ---- | -------- | -------------------- | -------------------- | -------------------- | -------------------- | --------------- | ---------- | ------------------- | -------------------- | ---------- |
|      | 1    | 10       | 2022. június 3.      | 2022. június 3.      |                      | 2022. június 3.      | 2022. június 3. |            | 2024. augusztus 31. | 2024. szeptember 15. |            |
|      | 2    | 8        | 2023. szeptember 15. | 2023. szeptember 15. | 2023. szeptember 15. | 2023. szeptember 15. |                 |            |                     |                      |            |

## Epizódok

### 1. évad (2022)
| Sor. | Év. | Cím                                                      | Rendező          | Író                             | Premier                                                             |
| ---- | --- | -------------------------------------------------------- | ---------------- | ------------------------------- | ------------------------------------------------------------------- |
| 1.   | 1.  | Száműzetés (Exile)                                       | Ben Chessell     | Josh Mapleston                  | 2022. június 3. 2022. június 3. (Netflix) 2024. augusztus 31. (M2)  |
| 2.   | 2.  | Nagy tervek (Big Plans)                                  | Ben Chessell     | Josh Mapleston                  | 2022. június 3. 2022. június 3. (Netflix) 2024. szeptember 1. (M2)  |
| 3.   | 3.  | Képzési nap (Training Day)                               | Ben Chessell     | Magda Wozniak és Josh Mapleston | 2022. június 3. 2022. június 3. (Netflix) 2024. szeptember 1. (M2)  |
| 4.   | 4.  | Szégyen (Shame)                                          | Charlotte George | Keir Wilkins                    | 2022. június 3. 2022. június 3. (Netflix) 2024. szeptember 7. (M2)  |
| 5.   | 5.  | Tartsd boldogan a szponzorokat (Keep the Sponsors Happy) | Ben Chessell     | Gemma Crofts és Josh Mapleston  | 2022. június 3. 2022. június 3. (Netflix) 2024. szeptember 7. (M2)  |
| 6.   | 6.  | Nem sürgetlek (No Pressure)                              | Sian Davies      | Keir Wilkins                    | 2022. június 3. 2022. június 3. (Netflix) 2024. szeptember 8. (M2)  |
| 7.   | 7.  | Laynahnak (For Laynah)                                   | Sian Davies      | Kristy Fisher                   | 2022. június 3. 2022. június 3. (Netflix) 2024. szeptember 8. (M2)  |
| 8.   | 8.  | Lépcső (Stairway)                                        | Sian Davies      | Josh Mapleston                  | 2022. június 3. 2022. június 3. (Netflix) 2024. szeptember 14. (M2) |
| 9.   | 9.  | Menj (Go)                                                | Sian Davies      | Kristy Fisher                   | 2022. június 3. 2022. június 3. (Netflix) 2024. szeptember 14. (M2) |
| 10.  | 10. | Maradj (Stay)                                            | Sian Davies      | Josh Mapleston és Keir Wilkins  | 2022. június 3. 2022. június 3. (Netflix) 2024. szeptember 15. (M2) |

### 2. évad (2023)
| Sor. | Év. | Cím                                     | Rendező               | Író            | Premier              |
| ---- | --- | --------------------------------------- | --------------------- | -------------- | -------------------- |
| 11.  | 1.  | Kiválasztás (Selection)                 | Sian Davies           | Josh Mapleston | 2023. szeptember 15. |
| 12.  | 2.  | Csapatépítés (Team Bonding)             | Sian Davies           | Keir Wilkins   | 2023. szeptember 15. |
| 13.  | 3.  | Várj csak! (Wait For It)                | Sian Davies           | Josh Mapleston | 2023. szeptember 15. |
| 14.  | 4.  | Hely az asztalnál (A Seat at the Table) | Christiaan Van Vuuren | Huna Amweero   | 2023. szeptember 15. |
| 15.  | 5.  | Megtisztulás (Purge)                    | Christiaan Van Vuuren | Alix Beane     | 2023. szeptember 15. |
| 16.  | 6.  | Ígérem (I Promise)                      | Christiaan Van Vuuren | Josh Mapleston | 2023. szeptember 15. |
| 17.  | 7.  | Ez van (Suck It Up)                     | Christiaan Van Vuuren | Libby Butler   | 2023. szeptember 15. |
| 18.  | 8.  | Küldd el! (Send It)                     | Christiaan Van Vuuren | Josh Mapleston | 2023. szeptember 15. |

## A sorozat készítése
A sorozat eredetileg két női unokatestvérrel készült, de a Netflix kérésére, hogy a sorozat a fiúkat is megszólítsa, az egyik karaktert fiúra, Arira cserélték. A forgatás Victoria szörfparti részén több helyen is zajlott: Aireys Inlet, Anglesea, Wye River, Lorne, Cumberland River és Bell's Beach. Két egység dolgozott párhuzamosan: az egyik a drámát forgatta, a másik pedig a szörfözést.